# Ivana Zemanová

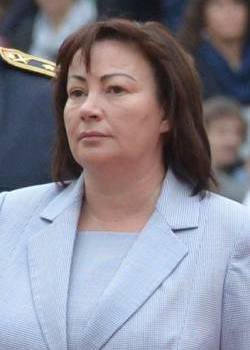
Ivana Zemanová, vor 2016

Ivana Zemanová, geborene Bednarčíková (* 29. April 1965 in Nové Město na Moravě) ist eine tschechische Volkswirtin. Ihr Vater, Pavel Bednarčík, stammt aus der Slowakei.
Ivana Bednarčíková heiratete 1993 den Politiker Miloš Zeman, dessen Sekretärin sie seit 1990 war. Seit dessen Amtsantritt als Staatspräsident des Tschechischen Republik am 8. März 2013 war sie zehn Jahre lang die First Lady ihres Landes.
Die Eheleute haben eine Tochter, Kateřina (geb. 1994).